# Пілле Раадік
Пілле Раадік (ест. Pille Raadik; нар. 12 лютого 1987, Таллінн, Естонська РСР) — естонська футболістка, захисниця фінського клубу «Аланд Юнайтед» та жіночої збірної Естонії.

## Клубна кар'єра
Футбольну кар'єру розпочала 2004 року в «Піраая Кера». У 2009 році приєдналася до талліннської «Флори». Разом з командож двічі ставала віце-чемпіонкою. На початку 2011 року фінський клуб «Аланд Юнайтед» підписав Піллу Раадік. Разом з «Аланд» виграла чемпіонат Фінляндії 2013, 2014 та 2020 років, а також кубок Фінляндії 2020 та 2021 році.

## Кар'єра в збірній
З 2009 року викликалася до національної збірної Естонії. У 2012 році визнана найкращою футболісткою Естонії.